# Dialetto cantabrico
Il dialetto cantabrico o montañés (cántabro in spagnolo, cántabru in cantabro) è una varietà linguistica romanza vernacolare parlata nella sezione occidentale della Cantabria ed nella valle del Pas.
È considerato un dialetto di transizione che può essere considerato sia come appartenente alle lingue asturiano-leonesi sia allo spagnolo. È generalmente considerato un dialetto asturiano-leonese.
Secondo varie fonti sarebbe un insieme di dialetti spagnoli influenzati dall'asturiano poiché il dominio linguistico castigliano si estendeva alla Cantabria nei tempi antichi.
È diviso in due sottogruppi: il cantabrico occidentale e cantabrico orientale.

## Esempi
Cantabrico
Un españíu jizo temblar el jayal. El miruellu voló largu. L'esquilu jospó nel ñial. Hebo otru españíu, y darréu otru. L'hombri, entós, mientris cayía conas manos abiertas, los ojos nel sinfinitu y el su cuerpu esvarciando pur tolos llaos abondu sangri, glarió una parabra, una parabra namás, que retingló y hui sigui retinglando ena viesca y en toa Asturias: «¡Libertá!».
Asturiano
Un españíu fizo temblar el hayéu. El miruellu voló llargu. L'esguilu despaeció nel nial. Hebu otru españíu, y darréu otru. L'home, entós, mientras cayía conas manes abiertas, los oyos nel infinitu y el su cuerpu remaneciendo per tolos llaos abondu sangre, gritó una pallabra, una pallabra namás, que tingló y hui sigui tinglando ena viesca y en toa Asturias: «¡Llibertá!».
Castigliano
Un estallido hizo temblar el hayedo. El mirlo voló largo. La ardilla desapareció en el nido. Hubo otro estallido, y luego otro. El hombre, entonces, mientras caía con las manos abiertas, los ojos en el infinito y su cuerpo vertiendo por todos lados abundante sangre, gritó una palabra, sólo una palabra, que resonó y hoy sigue resonando en el bosque y en toda Asturias: «¡Libertad!».